# Plaque d'immatriculation biélorusse

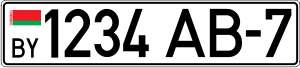
Plaque d'immatriculation biélorusse

La plaque d'immatriculation biélorusse permet l'identification des véhicules routiers biélorusses. Elle est actuellement composée de quatre chiffres, deux lettres et un autre numéro (par exemple, 1234 AB-7). Les deux lettres et le dernier nombre représentent la région où la voiture a été enregistrée en Biélorussie.
Les véhicules appartenant à des sociétés étrangères utilisent des plaques de couleur jaune et les chiffres de couleur noire. Les lettres apparaissent dans un ordre différent (par exemple M 1223).
Les séries diplomatiques sont colorées en lettres blanches sur fond rouge, et sont également dans un ordre différent (ex : CD 1234-5).

## Désignation

### Actuellement
Aujourd'hui, toutes les Plaques d'immatriculation biélorusse sont écrits en lettres cyrilliques, qui apparaissent également dans l'alphabet latin.
Sur les plaques d'immatriculation biélorusse actuelles, les premières lettres représentent le lieu où la voiture a été enregistrée, ainsi que le dernier numéro *. 

Dernier numéro :
- 1 - Brest
- 2 - Vitebsk
- 3 - Gomel
- 4 - Grodno
- 5 - Minsk (région)
- 6 - Mogilev
- 7 - Minsk (ville)

### Jusqu'à 1992
Les plaques d'immatriculation de l'Union soviétique pour la Biélorussie étaient composées de deux nombres, deux autres chiffres et deux lettres en alphabet cyrillique (par exemple 12 34 MББ). Depuis l'indépendance du pays en 1992, ses plaques d'immatriculation sont en lettres rouges sur fond blanc, et composées de quatre chiffres et de deux lettres, avec le blason national dans le centre.
La première lettre représente la région où la voiture a été enregistrée. Avec la seconde lettre, une lettre donnée est choisie, la seconde lettre peut inclure А, В, С, Е, І, К, М, Н, Р, О ou Х. 

Première lettre :
- А et І - Brest
- В - Vitebsk
- С et Х - Grodno
- Е - Gomel
- І - peut également représenter Vitebsk, selon la deuxième lettre.
- К et М - Minsk
- Н - Gomel
- Р et О - district de Minsk
- Т - Mogilev
- Х - peut également représenter Mogilev ainsi que Grodno, en fonction de la deuxième lettre.

## Plaques spéciales
- D1 2345 - Corps diplomatique ou consulaire.
- K - Les correspondants étrangers.
- M - Véhicule appartenant à des ambassades, consulats, organisations internationales, des banques et des compagnies étrangères, les personnes sans citoyenneté. (Ce type de plaques est à lettres noires sur fond jaune)
- Les motocyclettes et les tracteurs ont généralement des plus petites plaques d'immatriculation.
- Les Camions ont leur ordre d'enregistrement : une lettre, quatre chiffres, une autre lettre et un autre numéro (par exemple A 1234A-5).